# Move Me
Move Me je studiové album skotské rockové skupiny Nazareth, vydané v roce 1994.

## Seznam skladeb
1. "Let Me Be Your Dog" 4:36
2. "Can't Shake Those Snakes" 3:22
3. "Crack Me Up" 3:42
4. "Move Me" 3:45
5. "Steamroller" 4:28
6. "Stand By Your Beds" 4:13
7. "Rip It Up" 3:34
8. "Demon Alcohol" 2:58
9. "You Had it Comin'" 4:39
10. "Bring It on Home Mama" 4:00
11. "Burning Down" 4:45

## Sestava
- Dan McCafferty – zpěv
- Billy Rankin – kytara
- Pete Agnew – baskytara
- Darrell Sweet – bicí